# 沖縄米兵強制わいせつ未遂事件

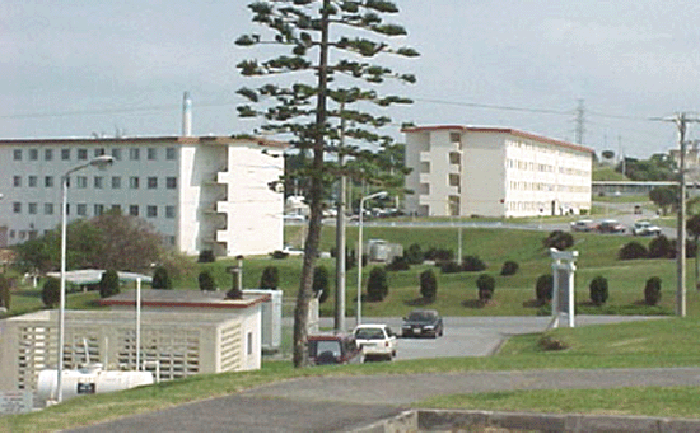
沖縄県具志川市内にあるキャンプコートニー

沖縄米兵強制わいせつ未遂事件とは、2002年（平成14年）11月2日に起きた海兵隊少佐によるフィリピン人女性への強制わいせつ未遂事件である。
この事件は日米地位協定のあり方を見直す動きを再燃させた。この事件を受けて日本はアメリカと同協定の改定に向けて協議したが、現時点に至るまで改定されていない。

## 事件

### 被害女性の通報
2002年（平成14年）11月2日早朝、沖縄県具志川市内で米軍少佐マイケル・ブラウン（当時39歳）が同基地内のクラブで働くフィリピン人女性従業員（当時40歳）に性的暴行を加えようとし、女性が警察に連絡しようとすると携帯電話を取り上げて近くの天願川の方へ投げ捨てた。
女性は17年間日本に居住しており、事件当時、日本人男性と結婚していた。
彼女の話によると午前1時30分頃に店が閉店してから彼女はその米兵を家まで送ってあげようと自分の車に乗せた。ところが彼は基地裏門近くのひと気がない通りに車を誘導して停車させた。そこで先に言ったような犯行に及んだということだった。彼女はその男の名前をマイケル・ブラウンであると特定した。
女性は米軍基地キャンプ・コートニーの正門に赴き、ゲートにいた保安員に向かって一人の米兵が自分に性的暴行を加えようとしたこと、自分の携帯電話を取り上げて近くの天願川の方へ投げ捨てたことを伝えた。
これを受けた保安員はすぐに具志川警察署（現・うるま警察署）に通報した。

### 被告の供述
マイケル・ブラウン（当時39歳）は、19年間海兵隊を勤めているベテランの少佐で、結婚していて二人の子供がいた。
彼は警察の事情聴取を受けて、次のような供述をした。「性的な交渉を提案してきたのは彼女のほうである。私が拒絶すると、小突き合いの喧嘩になった。彼女が私の財布を取り上げたので私は彼女の携帯電話を奪い取った。」それから「私は怒りにまかせて近くの川にそれを投げ込んでしまった。その後彼女は車で走り去って行ったが数分後戻ってきて私に財布を返してきた。」また、その晩彼女に会ったのが初めてであること、彼自身は酔っていたことなどを明らかにした。その点については彼女の供述も一致していた。

### 日米地位協定
2002年（平成14年）12月3日、那覇警察署は逮捕状を発布した。これを受けて日本政府はアメリカに対して少佐の身柄を即刻引き渡すよう請求したが、アメリカは日米地位協定を根拠に、起訴前の引渡しに応じなかった。同協定は17条5(c)において合衆国軍隊の被疑者は、その者の身柄が合衆国の手中にあるときは、公訴が提起されるまでの間引き続き合衆国が管理するとしている。加えて、1995年に起きた米兵による少女強姦事件を受けて、特定の場合についてはその引渡しに「好意的な考慮」(sympathetic consideration)を払うという日米合意がなされていた。
2002年（平成14年）12月19日、那覇地検は少佐を婦女暴行未遂、器物損壊罪で起訴した。翌日、米軍は容疑者の身柄を日本へ引渡した。

## 刑事裁判

### 第一審・那覇地裁
2003年（平成15年）3月13日、那覇地裁（林田宗一裁判長）で初公判が開かれ、被告人ブラウンは罪状認否を留保した。一方、弁護側は公訴棄却を求めた。
2003年（平成15年）3月26日、被害者はブラウンが無実であり告訴を取り止めたいと訴えた。被害者は、接触行為は同意の上であり、胸を触るなどの行為を許した、自分が抵抗し始めると彼は怒り出した、ゲートの保安員には誇張して話をした、と供述した。また、警察、検察、クラブの雇用主に告訴をするよう強制された、とも話した。裁判官の一人がどうしてあなたは怒っていないのか、と質問したところ、原告は「彼は私をレイプしようなどとしていないからです。彼が携帯電話を投げたことに私は怒っていました。でも今はもう怒っていません。」という主旨の答えをした。
同年7月15日の公判の中で検察は、告訴取り止めの発言をする前に被害者が不明な筋から135万円を受け取ったという証拠を提出した。検察は告訴はいまだ有効でありその後の取り下げは信頼に足りないものであるとの主張を展開した。
その後の公判で那覇地裁は被害者の公訴取り下げの主張を認めた。しかし、福岡高裁はこの地裁の決定を却下し、続く最高裁も同様に却下した。裁判は振り出しに戻った。
2004年（平成16年）1月に裁判が再開された。
同年3月中の公判でブラウンは事件当初の警察の事情聴取に対して嘘をついていた事を認めた。ブラウンは「私は彼女に対して愛撫行為を行っていた。私が更に深い行為をし始めようとすると、彼女は反抗した。彼女に侮辱的な言葉を投げると、警察を呼ぶと脅してきたので携帯電話を奪い取って川のほうに投げ捨てた。」と証言した。
2004年（平成16年）3月22日、論告求刑公判が開かれ、検察側は「被告に反省は皆無。不合理な弁解に終始して否認を続ける狡猾卑劣な態度は治安や日本の司法制度を大きく乱す」としてブラウンに懲役3年を求刑した。
2004年（平成16年）7月8日、那覇地裁（横田信之裁判長）は「暴行脅迫を加えて婦女暴行に及ぼうとしたとまでは言えない」として強制わいせつ未遂罪を適用した上でブラウンに懲役1年、執行猶予3年の判決を言い渡した。ブラウンは判決を不服として控訴した。

### 控訴審・福岡高裁那覇支部
2005年（平成17年）1月27日、福岡高裁那覇支部（窪田正彦裁判長）は「控訴申立書がコピーであり、被告の意思により作成、提出されたのか明らかとは言えず、控訴は無効」として公判を開かずに控訴を棄却する決定を出した。弁護人は異議申し立てをしたが、棄却されたため、決定を不服として特別抗告した。

### 特別抗告棄却・有罪判決確定
2005年（平成17年）7月4日、最高裁第二小法廷（津野修裁判長）は弁護人の特別抗告を棄却したため、ブラウンに対する懲役1年、執行猶予3年の判決が確定した。

## 被告のその後
2004年8月、米軍はブラウンを米ヴァージニア州クワンティコの海軍基地に移した。
2005年10月2日、ブラウンは同州ミルトンのフリーマーケットで当時18歳の少女を誘拐した疑いで逮捕された。その後彼は少佐から大尉に降格し翌年2月1日、軍隊を非自発的に退職させられた。2009年8月14日、同州キャベル郡の巡回裁判所は、ブラウンに対して誘拐未遂罪及び窃盗罪で保護観察3年（うち2年は自宅監禁）の判決を下し、同時に賠償金及び裁判費用の支払いを命じた。